# Ciudad Bolívar (Bogotá)
Ciudad Bolívar ist der 19. Stadtbezirk (localidad) im südwestlichen Teil der kolumbianischen Hauptstadt Stadt Bogotá. Mit einer Fläche von 12.998,58 Hektaren (3.433 ha städtische Gebiete; 9.555 ha ländliche) ist es flächenmäßig der drittgrößte Bezirk Bogotás mit etwa 713.764 Einwohnern. Der Stadtbezirk Ciudad Bolívar wurde 1983 gegründet, weil es Landbesetzungen im Süden der Stadt Bogotá gegeben hatte. So versuchte die Stadtverwaltung den Konflikt zu entschärfen.

## Armenviertel
Ciudad Bolívar, ein Stadtteil geprägt von Gewalt, Kriminalität, Drogen und Perspektivlosigkeit, ist einer von 20 Verwaltungsdistrikten Bogotás. Hier und in den Nachbarbezirken Soacha und Usme wohnen in Hunderten von Armenvierteln mehr als ein Drittel der sieben Millionen Bogotaner. Es ist jener Teil der Stadt, der in Reiseführern unerwähnt bleibt und von ausländischen Touristen, aber auch Angehörigen der einheimischen Mittelschicht selten aufgesucht wird. Während der größte Teil des Bezirks Ciudad Bolívar ländlich ist, besteht der städtische Teil aus einem der größten Mega-Slums der Welt. Im städtischen Gebiet konzentriert es die ärmste Bevölkerung Bogotás. Es ist bekannt für sein hohes Gewaltniveau und wegen einer großen Aktivität von Banden und der Mafia.

## TransMiCable
Seit Dezember 2018 verkehrt die Seilbahn TransMiCable, die über vier Stationen den äußeren Stadtbezirk Ciudad Bolívar und San Cristóbal besser mit dem Zentrum verbindet. Bei den Bauarbeiten stieß man Anfang Juli 2017 auf uralte präkolumbianische Gräber mit mehreren Skeletten.

## Kultur
Die kulturelle Dynamik des Stadtbezirks ist durch seine Vielfalt geprägt, das seine sozialen und multikulturelle Zusammensetzung widerspiegelt. Das kulturelle Angebot umfasst eine Vielzahl von Tagungsräume für die Ausbildung und Förderung der Bevölkerung. Die Palette der Möglichkeiten reicht von Festivals bis hin und zu künstlerischer Ausbildung, Schulungen, Tagungen sowie Forschungsprojekte zum Kulturerbe.

## Grenzen
Nord: Autopista Sur mit Bosa

Ost: Distrikte Tunjuelito und Usme

Süd: Distrikt Sumapaz

West: Municipio Soacha (Cundinamarca)